# Епархия Тяньцзиня
Епархия Тяньцзиня (лат. Dioecesis Tienzinensis, кит. 天津教区) — епархия Римско-Католической Церкви. Кафедра епархии располагается в соборе святого Иосифа в городе Тяньцзинь, Китай. Епархия Тяньцзиня входит в пекинскую архидиоцезию.

## История
27 апреля 1912 года в городе Тяньцзинь Святым Престолом был образован апостольский викариат Прибрежного Чжили, который был выделен из апостольского викариата Северного Чжили с центром в Пекине. До 1914 года кафедральным собором была церковь Пресвятой Девы Марии Победительницы. 3 декабря 1924 года апостольский викариат Прибрежного Чжили был переименован в апостольский викариат Тяньцзиня.
11 апреля 1946 года апостольский викариат Тяньцзиня был преобразован в епархию Тяньцзиня.
С начала Культурной революции в 1953 году диоцезом управлял монах Альфонс Чжао из монашеского ордена лазаристов. В 1982 году был рукоположен в епископа Иосиф Ли Сыдэ, который руководил своей епархией в подпольных условиях. В 1958 году китайскими властями на кафедру Тяньцзиня был назначен епископ из Патриотической Католической Церкви Иосиф Ли Дэпэй, однако, из-за нежелания верующих принять его, он так и не смог занять кафедру.
Согласно источникам организации Amnesty International от 16 июля 2008 года большинство католических священников епархии Тяньцзиня подчинялись подпольному епископу Иосифу Ли Сидэ.

## Ординарии епархии
- епископ Поль-Мари Дюмон — с 27.04. 1912 г. — 21.07.1920 г. — Апостольский викарий «Чжили Марритимо»;
- епископ Жан де Вьен де Отфёй — с 12.07.1923 — 11.04.1946 г. — Апостольский викарий Тяньцзиня;
- епископ Жан де Вьен де Отфёй — ординарий диоцеза Тяньцзинь с 11.04.1946 — 1951 г.;
- епископ Джон Чжан Би-дэ — Апостольский администратор диоцеза Тяньцзинь с 1951 г. — 13.02.1953 г.;
- Альфонс Чжао — Апостольский администратор диоцеза Тяньцзинь с 13.02.1953 г. — 1981 г.
- Иосиф Ли Сыдэ — ординарий диоцеза Тяньцзинь — с 1982 года.
- с 2005 года кафедра диоцеза Тяньцзинь вакантна.

Епископы Католической патриотической ассоциации
- Иосиф Ли Дэпэй (1958 — 07.07.1991)
- Joseph Shi Hongchen (1991 — 3.03.2005)

## Источник
- Annuario Pontificio, Libreria Editrice Vaticana, Città del Vaticano, 2003, ISBN 88-209-7422-3